# 学園の森
学園の森（がくえんのもり）は茨城県つくば市の町名。現行行政地名は学園の森一丁目から学園の森三丁目。葛城一体型特定土地区画整理事業による整備区域の北部に相当する区域である。

## 地理
つくば市の中央部に位置する。首都圏新都市鉄道つくばエクスプレス研究学園駅を中心とする「研究学園葛城地区」の最も北側に当たる開発中の地区である。現在は開発中で自然も多く残るが、将来は主要道路沿道を中心に住宅地・商業施設が建設される予定である。
東は西平塚、西は遠東、南は研究学園、北は要と接している。

### 丁目と仮換地番号
2014年（平成26年）6月28日、土地区画整理法第103条第4項による換地処分により、正式運用が開始された。それまで使用されていた仮換地街区画地番号は以下の丁目に設定されていた（番号は研究学園・学園南・学園の森で通し番号となっていた）。
- 学園の森一丁目 - B26〜B55、C1〜C9（計画人口2,300人、0.17km2）
- 学園の森二丁目 - B3〜B25、B56〜B61、C44〜C46、C52（計画人口3,740人、0.74km2）
- 学園の森三丁目 - A1〜A48、A75〜A76、B1〜B2（計画人口2,360人、0.52km2）

### 小・中学校の学区
市立小・中学校に通う場合、学区は以下の通りとなる。
| 丁目   | 番地                   | 義務教育学校         |
| ------ | ---------------------- | -------------------- |
| 一丁目 | 全域                   | 学園の森義務教育学校 |
| 二丁目 | 全域                   | 学園の森義務教育学校 |
| 三丁目 | 1 - 13番地 32 - 50番地 | 学園の森義務教育学校 |
| 三丁目 | その他                 | 春日学園義務教育学校 |

## 歴史

### 町名の変遷
| 実施後         | 実施年月日                | 実施前（各町名ともその一部） |
| -------------- | ------------------------- | ---------------------------- |
| 学園の森一丁目 | 2014年（平成26年）6月28日 | 遠東、東平塚                 |
| 学園の森二丁目 | 2014年（平成26年）6月28日 | 遠東、東平塚、西平塚、下平塚 |
| 学園の森三丁目 | 2014年（平成26年）6月28日 | 東平塚、西平塚、下平塚       |

## 世帯数と人口
2020年（令和2年）2月1日現在の世帯数と人口は以下の通りである。
| 丁目          | 世帯数    | 人口    |
| ------------- | --------- | ------- |
| 学園の森1丁目 | 653世帯   | 1,807人 |
| 学園の森2丁目 | 861世帯   | 2,434人 |
| 学園の森3丁目 | 495世帯   | 1,292人 |
| 計            | 2,009世帯 | 5,533人 |

## 施設

### 学園の森二丁目

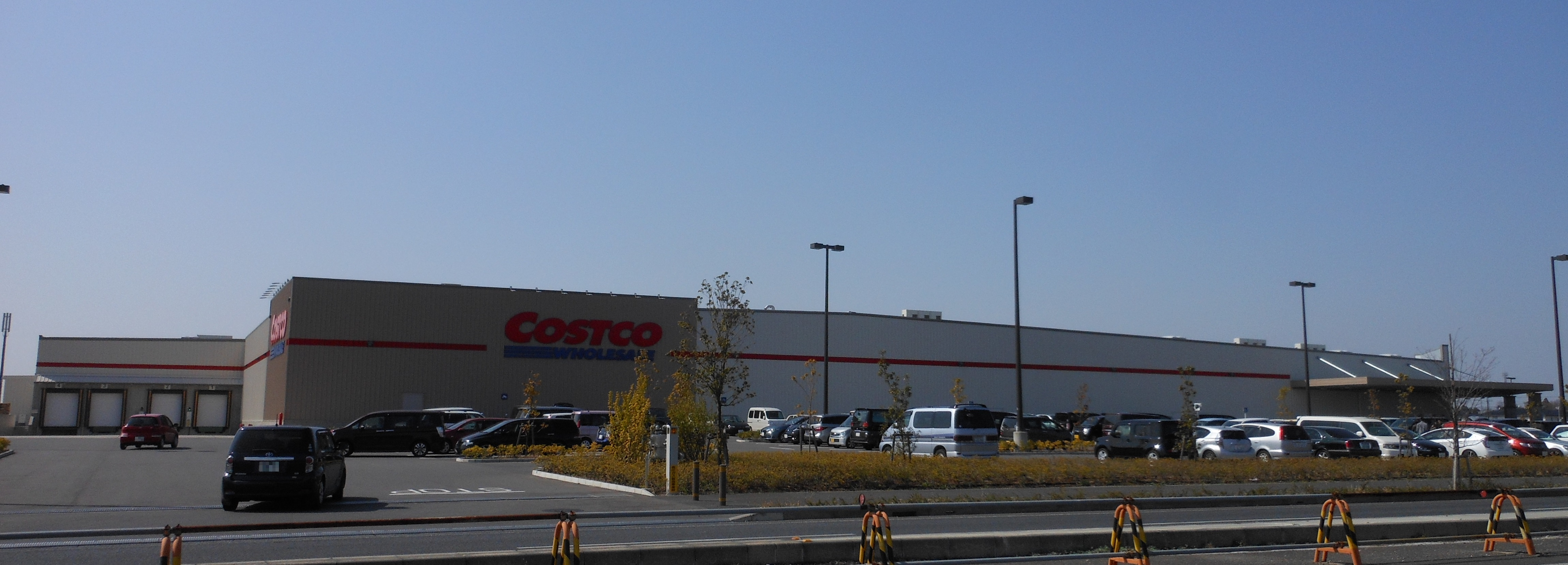
コストコつくば倉庫店

- つくば市立学園の森義務教育学校
- コストコつくば倉庫店[5]
- カスミフードスクエア学園の森店[6]
- ホームセンターコーナンつくば学園の森店[7]

### 学園の森三丁目
- つくば警察署
- ヤマダ電機テックランドつくば研究学園店[8]
- ビッグモーターつくば研究学園店[9]